# Alen
Alen je stará jednotka délky, která je přibližně podobná české délce loket. Přibližná hodnota činí 0,5 až 0,7 m.
Převodní vztahy:
- v Dánsku = 1 alen sjaellandsk = 0,6277 m = 2 fod = 4 kvarter sjaellandsk
- v Grónsku, na Islandu a Faerských ostrovech = 1 alen = 0,571 m = 2 fisk = 4 pund = 1/3 favn
- v Norsku = 1 alen = 0,553 m. Také zde byla používána podobná jednotka s názvem tumalalen, jejíž velikost činila 0,474 m.